# 생기 있는 아기 예수의 대가

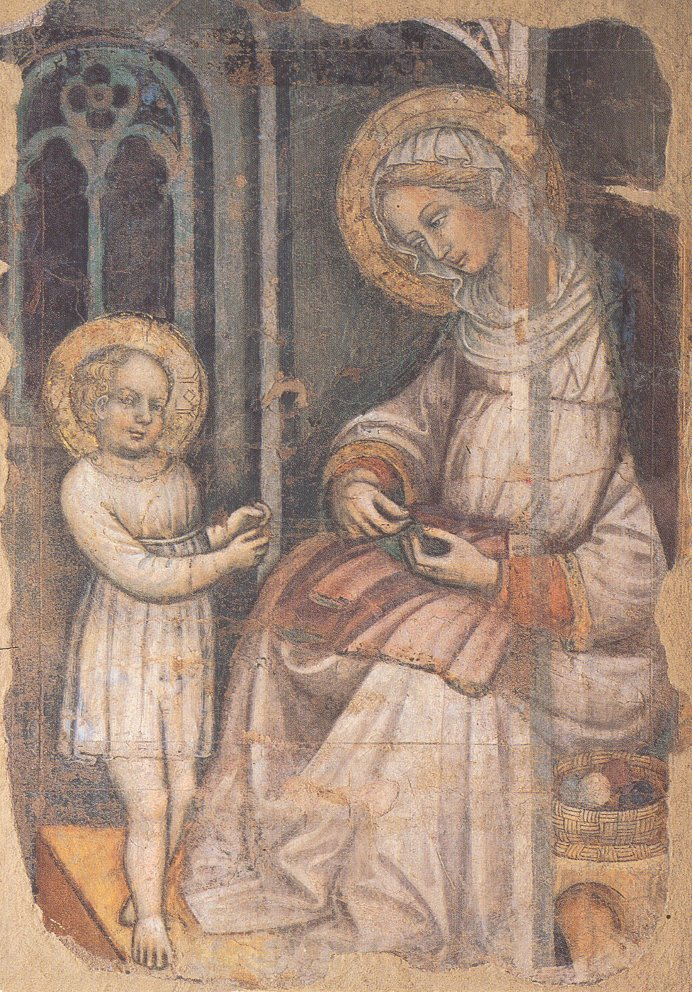
《성 안나와 바느질하는 어린 성모》, 생기 있는 아기 예수의 대가의 프레스코 작품, 산타 크로체 오페라 박물관

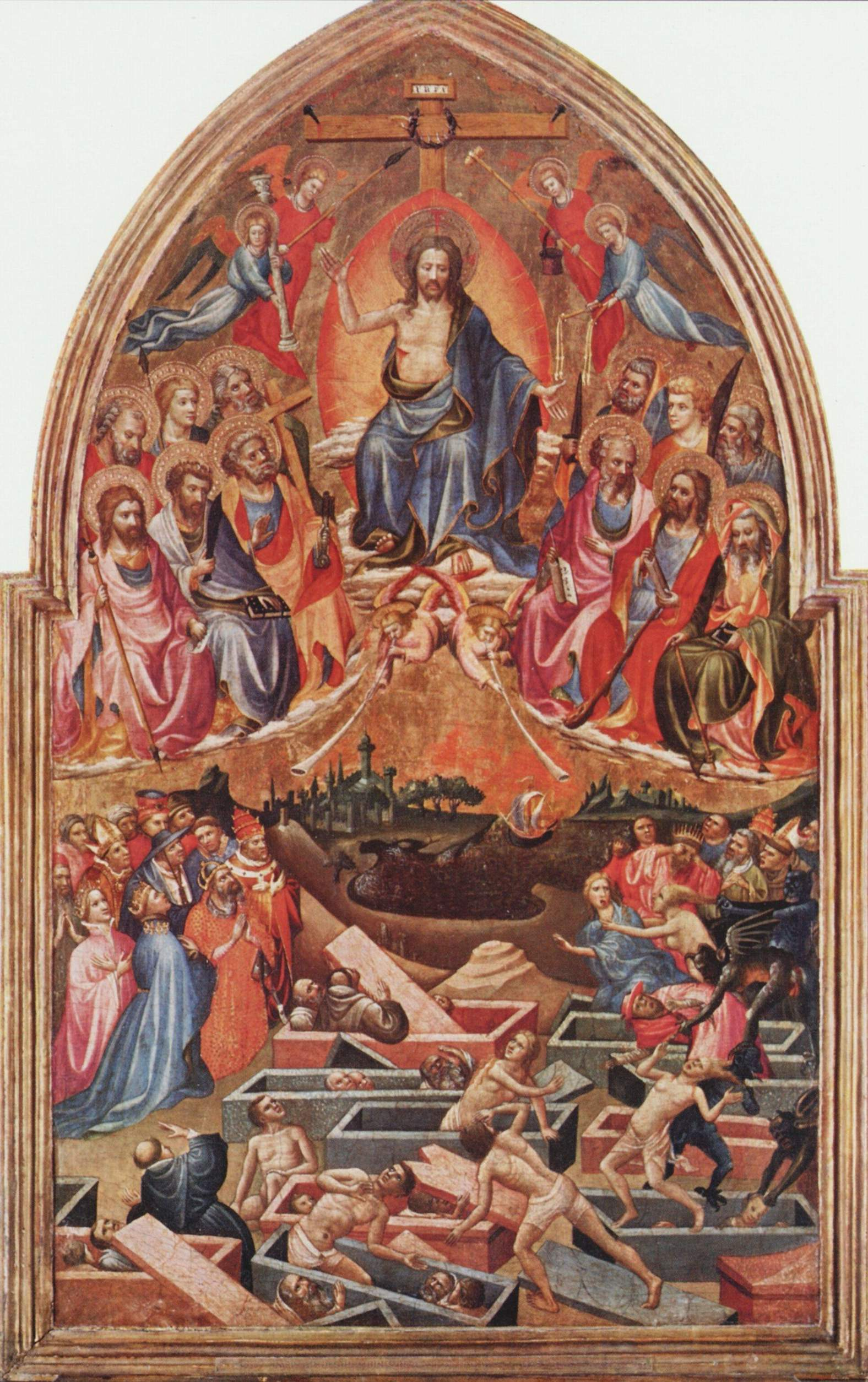
《최후의 심판》, 생기 있는 아기 예수의 대가 작품, 1422년경, 알테 피나코테크 소장

생기 있는 아기 예수의 대가(Master of the Bambino Vispo, 이탈리아어: Maestro del Bambino Vispo 마에스트로 델 밤비노 비스포[*])는 15세기 초 이탈리아 중부에서 활동한 신원 불명의 화가를 지칭하는 말이다.
20세기 초, 스웨덴의 미술사학자 오스발드 시렌(Osvald Sirén)은 서명이 없는 일련의 회화들이 동일한 화가의 작품이라는 사실을 밝혀냈다. 그는 이 화가를 ‘생기 있는 아기 예수의 대가(Master of the Bambino Vispo)’라 이름 붙였는데, 이는 그가 그린 아기 예수의 표정과 움직임이 특히 생기 있게 표현되어 있었기 때문이다. 시렌이 언급한 대표적인 작품들은 다음과 같다:
- 피렌체 미술 아카데미 소장의 《성모자와 성인과 천사들》 (마리오토 디 나르도(Mariotto di Nardo)의 작품일 가능성도 있음)
- 로마 도리아 팜필리 미술관의 《음악을 연주하는 천사들과 네 성인과 함께한 성모자》 삼단화
- 필라델피아 미술관의 《겸손의 성모》
- 베를린 보데 박물관의 《마리아 막달레나, 성 라우렌시오, 추기경 기증자》

이 작품들은 과거에 여러 다른 화가들의 작품으로 여겨졌던 적이 있는데, 그중에는 피에트로 디 도메니코 다 몬테풀차노(fl.1418년~1422년), 파리 스피넬리(1387년~1453년경), 미겔 알카니스(fl.1408년~1447년), 게라르도 스타르니나(1354년~1403년) 등이 있다. 하지만 현재 미술사학자들 사이에서는 이 작품들이 게라르도 스타르니나의 작품일 것이라는 견해가 가장 널리 받아들여지고 있다. 그는 14세기 후반 스페인과 피렌체에서 활동한 화가였다.